# Wimmerella giftbergensis
Wimmerella giftbergensis är en klockväxtart som först beskrevs av Edwin Percy Phillips, och fick sitt nu gällande namn av Serra, M.B.Crespo och Thomas G. Lammers. Wimmerella giftbergensis ingår i släktet Wimmerella och familjen klockväxter. Inga underarter finns listade i Catalogue of Life.